# Abdecker

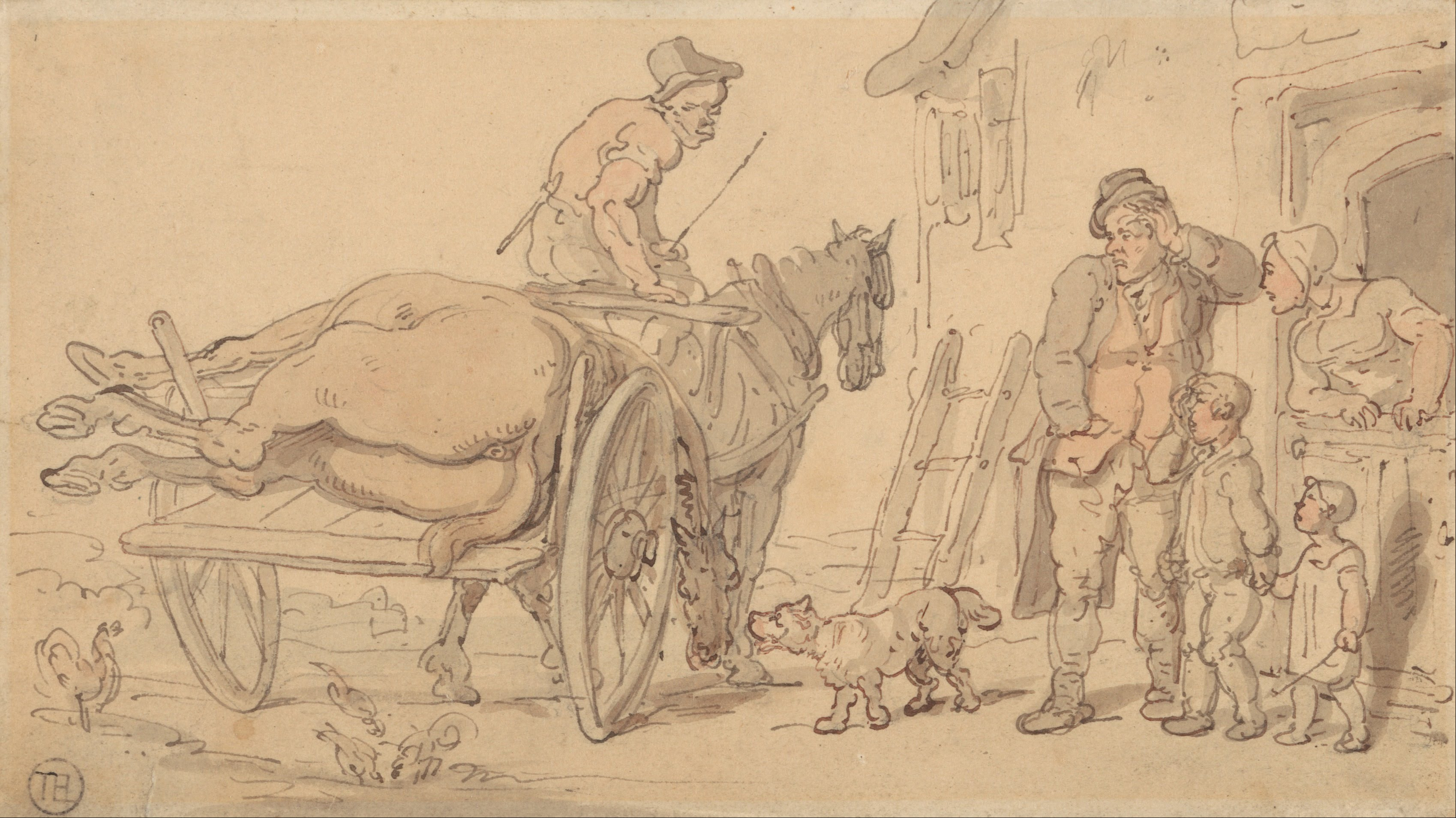
Ein totes Pferd auf dem Wagen (Schinderkarre) eines Abdeckers, Zeichnung von Thomas Rowlandson (1756–1827)

Abdecker, im oberdeutschen Sprachraum Wasenmeister, war jahrhundertelang eine Berufsbezeichnung für Personen, die in einem bestimmten Bezirk für die Beseitigung von Tierkadavern und die Tierkörperverwertung zuständig waren. Aus der Verwertung ergaben sich Produkte wie Fette (zur Herstellung von Lampentalg), Leim, Knochen und Knochenmehl, Seife, Felle, Tierhäute zur Herstellung von Leder (das Gerben wurde von Abdeckern erledigt) und Viehfutter.
Andere Bezeichnungen des Berufs waren Schinder, Feld-, Fall-, Halb-, Klee- oder Wasenmeister; Greis-, Klee- oder Feldmetzger;  Luderführer, Kleeken, Mausgewitz, Kaviller, Kafiller, Filler, Füller, Racker, Freiknecht, Abstreifer, Bärenhäuter, Weider, Weidmann, Fetzer, Kaltschlächter, Säuberer, im süddeutschen Raum auch „Orsinger“ genannt, oder Weißriemler, die auch Felle gerbten. Seine Gehilfen hatten entsprechende Bezeichnungen wie beispielsweise Schinder- oder Luderknecht.
Der Arbeitsplatz der Abdecker, meist auch ihre Wohnstelle, war die Abdeckerei oder Wasenmeisterei. Auch hier existiert eine Vielfalt weiterer Bezeichnungen wie Schindhütte, Fallhaus oder Luderhaus.
Scharfrichter und Abdecker waren – da erstere von den seltenen Hinrichtungen nicht leben konnten – oft dieselbe Person. In ländlichen Gegenden wurde die Tätigkeit auch vom Gemeindehirten ausgeführt. Der Beruf des Abdeckers galt als unehrlicher Beruf.

## Wasenordnung
Die Aufgaben des Abdeckers oder Wasenmeisters wurden bis in das späte 19. Jahrhundert in sogenannten Wasenordnungen oder Wasenmeisterordnungen festgelegt. In der Schweiz war die Berufsbezeichnung „Wasenmeister“ für die mit der Kadaverbeseitigung befassten Ämter oder Personen noch bis ins 21. Jahrhundert gebräuchlich und verschwand erst mit einer Änderung des Tierseuchengesetzes (TSG) 2013 aus den Gesetzestexten; in Liechtenstein wird die Berufsbezeichnung in der Wasenordnung von 1873 bzw. dem Veterinärwesengesetz von 1966 weiterhin verwendet.

## Lebens- und Arbeitsbedingungen eines Abdeckers

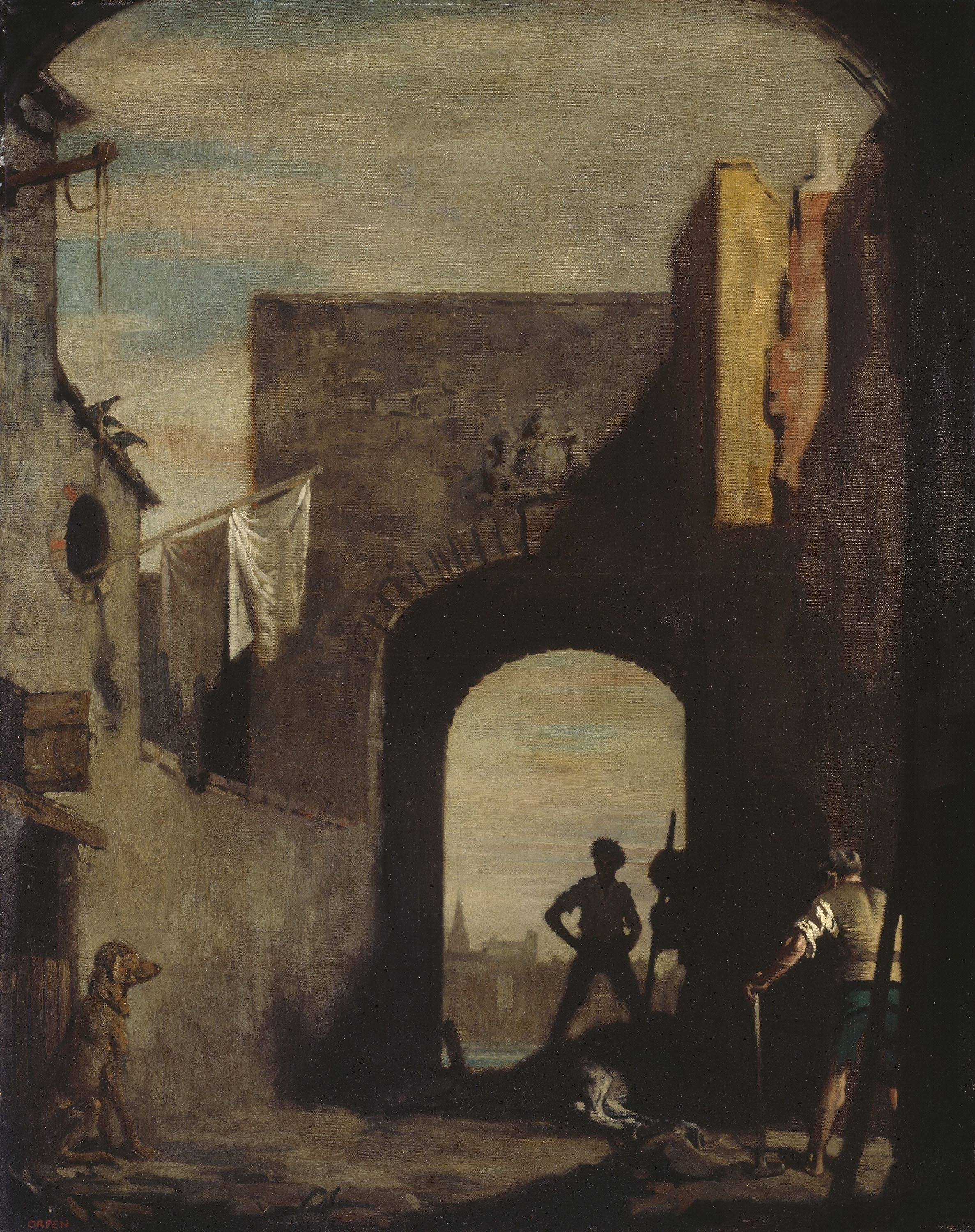
Abdeckerei, Ölgemälde (1909) von William Orpen

Die Bauern waren verpflichtet, sämtliche Tierkadaver (gefallenes Vieh) dem Abdecker zu übergeben, dem oft auch die Entfernung von herumliegenden Katzen- und Hundekadavern oblag. Der Abdecker zerlegte die Kadaver und vergrub oder verbrannte, was nicht mehr verwertet werden konnte. Die Entsorgung der Reste erfolgte zumeist auf Wiesen (altdeutsch: Wasen), woraus sich Berufsbezeichnungen wie Klee- oder Wasenmeister ableiteten.
Aufgrund der Geruchsbelästigung und Seuchengefahr mussten die Abdeckereien außerhalb der Dörfer angelegt werden. Durch den Kontakt mit den Kadavern hatten die Abdecker ein hohes Risiko, sich zum Beispiel mit Milzbrand zu infizieren. Noch heute sind Erdarbeiten auf derartigen Grundstücken gefährlich. Die Knochen aus der Abdeckerei wurden den Seifensiedereien, die verfaulte Fleischmasse den Salpetersiedern und die Häute den Gerbereien zugeführt.
Trotz harter Arbeitsbedingungen war der Lohn gering. Auf ein geplantes Gesetz über die Beschränkung der Löhne reagierten die Abdecker mit einer Petition, die sie am 12. Dezember 1792 an die bayerische Landesregierung richteten:

„Wir sind verachtet, und nicht anders als Auswürflinge des Menschengeschlechtes angesehen.“

Es haftete an den Abdeckern bis 1817 der Makel der „Anrüchigkeit“ ihres Gewerbes, sie waren vom Kontakt mit der übrigen Bevölkerung nahezu ausgeschlossen. Sie heirateten normalerweise nur untereinander, deshalb waren die Schinder einer Region häufig miteinander verwandt oder zumindest befreundet. Die Wasenmeistereien waren wegen ihrer Abgelegenheit ideale Schlupfwinkel für gesuchte Verbrecher, beispielsweise Johann Georg Grasel oder den Schinderhannes.